# الجماعات الإثنية اليهودية
يشير مصطلح الجماعات الإثنية اليهودية إلى المجموعات المتمايزة ضمن المجتمع اليهودي الإثني في العالم. رغم اعتبار أنفسهم إثنية قائمة بذاتها، إلا أن هناك تقسيمات إثنية منفصلة بين اليهود، نشأ معظمها أساسًا نتيجة التشعب الجغرافي عن بني إسرائيل، واختلاطهم بالمجتمعات المحلية، وما تبعه من تطورات مستقلة.
منذ زمن بعيد في العصر التوراتي أو (التناخ)، لوحظ وجود اختلافات ثقافية ولغوية بين المجتمعات اليهودية، حتى بين منطقتي إسرائيل القديمة ويهودا. تظهر تلك الاختلافات في الكتاب المقدس والبقايا الأثرية. في التاريخ البشري الحديث، أنشأ المستوطنون اليهود مجموعة من المجتمعات اليهودية في أماكن مختلفة حول العالم القديم (آسيا وأوروبا وأفريقيا، والجزر المحيطة بهذه القارات)، وكثيرًا ما كانت تلك المجتمعات بعيدةً عن بعضها البعض، ما أدى إلى انعزالها عن بعضها بدرجة كبيرة ولمدىً طويل غالبًا. خلال ألفيات الشتات اليهودي، تطورت المجتمعات اليهودية تحت تأثير بيئاتها المحلية؛ السياسية والثقافية والطبيعية والديموغرافية. يمكن اليوم ملاحظة هذه الاختلافات بين اليهود من خلال التعبيرات الثقافية التي يبيدها كل مجتمع، بما في ذلك التنوع اللغوي اليهودي والاختلافات المطبخية، والممارسات الطقوسية، والتفسيرات الدينية، ودرجات وأصول الخلط الوراثي.

## لمحة تاريخية

### إسرائيل القديمة ويهودا
إن الحيز الكامل للاختلافات الثقافية واللغوية والدينية وغيرها بين الإسرائيليين في العصور القديمة غير معروف. بعد هزيمة مملكة إسرائيل سنة 720 قبل الميلاد ومملكة يهوذا سنة 586 قبل الميلاد، تشتت اليهود في معظم أنحاء الشرق الأوسط وأفريقيا، خصوصًا في مصر وشمال أفريقيا غربًا، وكذلك في اليمن جنوبًا، وفي بلاد ما بين النهرين شرقًا. تقلص عدد اليهود في إسرائيل القديمة إلى حد كبير بسبب الحروب اليهودية-الرومانية والسياسات العدائية اللاحقة التي فرضها الأباطرة المسيحيون على غير المسيحيين، إلا أن اليهود صانوا وجودهم في بلاد الشام. يكتب بول جونسون عن ذلك الزمن: «أينما انتعشت المدن، أو نشأت المجتمعات الحضرية، كان لليهود عاجلًا أم آجلًا موطئ قدم. كان شبه الدمار الذي حل بيهود فلسطين في القرن الثاني سببًا في تحول الناجين من مجتمعات ريفية يهودية إلى سكان مدن هامشيين. بعد الفتح العربي في القرن السابع، دمرت الضرائب المرتفعة المجتمعات الزراعية اليهودية الكبيرة في بابل، ما أدى إلى انتقال اليهود إلى البلدات للعمل كحرفيين وتجار. تمكن أولئك اليهود الحضريون، الذين عرفت الأغلبية منهم القراءة والكتابة والعدّ، من الاستقرار، ما لم تحل القوانين الجزائية والعنف البدني دون ذلك».
ظلت المجتمعات اليهودية قائمة في فلسطين بأعداد صغيرة نسبيًا. في أوائل القرن البيزنطي السادس، كان هناك 43 مجتمعًا محليًا؛ ووصل عددها خلال العصر الإسلامي والحملات الصليبية إلى 50 مجتمعًا (شملت القدس، وطبرية، والرملة، وعسقلان، وقيسارية، وغزة)؛ وفي أوائل القرن العثماني الرابع عشر كان هناك 30 مجتمعًا (شملت حيفا، ونابلس، والخليل، والرملة، ويافا، وغزة، والقدس، وصفد). عاش معظم اليهود خلال فترة العصور الوسطى العليا في شبه الجزيرة الإيبيرية (التي تشكل اليوم إسبانيا والبرتغال) وفي منطقة بلاد ما بين النهرين وبلاد فارس (التي تشكل اليوم العراق وإيران)، تعرف الأولى باسم سفارديم والثانية باسم مزراحيم. وكان هناك عدد لا بأس به من السكان في أوروبا الوسطى، وهم الذين دعوا بالأشكناز. بعد طرد السفارديم من شبه الجزيرة الإيبيرية خلال القرن الخامس عشر، أدت الهجرة الجماعية إلى الإمبراطورية العثمانية إلى تضخم حجم العديد من المجتمعات الشرقية، من ضمنها تلك الموجودة في فلسطين؛ حيث وصل عدد اليهود في مدينة صفد إلى 30 ألف يهودي بحلول نهاية القرن السادس عشر. شهد القرن السادس عشر سير انتباه القباليين اليهود الأشكناز إلى صوب الهالة الروحية وتعالم المدينة المقدسة اليهودية. يشير جونسون إلى أنه في الأراضي العربية المسلمة، التي ضمت أغلب أسبانيا، وكل شمال أفريقيا، والشرق الأدنى جنوب الأناضول في العصور الوسطى، كانت ظروف اليهود أكثر يسرًا منها في أوروبا.
على مر القرون التي تلت الحروب الصليبية ومحاكم التفتيش، بدأ اليهود من كل أنحاء العالم بالهجرة بأعداد متزايدة. بعيد وصولهم، تبنى أولئك اليهود عادات مجتمعات مزراحيم وسفارديم التي انتقلوا إليها.

### الشتات
بعد فشل الثورة الثانية ضد الرومان ودول المنفى، كان من الممكن إيجاد اليهود في كل مدينة بارزة في كل أنحاء الإمبراطورية الرومانية، فضلًا عن جاليات الشتات الموجودة في مراكز خارج حدود الإمبراطورية في شمال أوروبا، وأوروبا الشرقية، وجنوب غرب آسيا، وأفريقيا. بالاتجاه شرقًت على طول طرق التجارة، أمكن إيجاد الجاليات اليهودية في كل أنحاء بلاد فارس وفي إمبراطوريات أبعد شرقًا وصلت حتى الهند والصين. في العصور الوسطى المبكرة بين القرنين السادس والحادي عشر، مارس الرذنية (تجار يهود من العصور الوسطى) التجارة على طول الطرق البرية بين أوروبا وآسيا التي أقامها الرومان سابقًا، وهيمنوا على التجارة بين العالمين المسيحي والإسلامي، واستخدموا شبكة من الطرق التجارية التي غطت معظم أنحاء المستوطنات اليهودية.
في الفترة البيزنطية الوسطى، تحول خان الخزر في شمال القوقاز والمناطق التابعة له إلى اليهودية، وذلك إلى حد ما من أجل الحفاظ على الحياد بين المسيحيين البيزنطيين والعالم الإسلامي. شكل ذلك العمل إطار كتاب الحاخام يهوذا اللاوي المعروف باسم «الخزري» سنة 1140، ولكن ما تبقى من الآثار اليهودية ضمن هذه المجموعة بعد انهيار إمبراطورية الخزر بقي محط جدل بين الباحثين. وضع كل من آرثر كويستلر، في كتابه «القبيلة الثالثة عشرة» (1976)، ومؤخرًا شلومو ساند في كتابه «اختراع الشعب اليهودي» (2008) نظرية جدلية تفيد أن اليهود من أوروبا الشرقية هم إثنيًا أقرب للخزر منهم للشعوب السامية. إلا أن عديدًا من من الدراسات الوراثية لم تدعم هذه النظرية.
في أوروبا الغربية، وبعد انهيار الإمبراطورية الرومانية الغربية سنة 476، وخصوصًا بعد إعادة توجيه الطرق التجارية التي تسبب بها الفتح الإسلامي للأندلس في أوائل القرن الثامن، انقطعت الاتصالات بين المجتمعات اليهودية في الأجزاء الشمالية من الإمبراطورية الغربية. في الوقت ذاته، أدى الحكم في ظل الإسلام، حتى في وضع أهل الذمة (حال المجتمعات من غير المسلمين التي عاشت في الدولة الإسلامية)، إلى زيادة حرية التجارة والاتصالات داخل العالم الإسلامي، وظلت المجتمعات المحلية في أيبيريا على اتصال دائم باليهود في شمال أفريقيا والشرق الأوسط، ولكن المجتمعات المحلية التي وقعت في مناطق أبعد، في وسط وجنوب آسيا ووسط أفريقيا، بقيت أكثر عزلة، وواصلت تطوير تقاليدها الفريدة. بالنسبة إلى السفارديم في إسبانيا، أدت تلك الحالة لوصولهم إلى «العصر الذهبي لليهود» في القرنين العاشر والثاني عشر. لكن طردهم من إسبانيا من قبل ملوك الكنيسة الكاثوليكية سنة 1492 أجبر اليهود على الاختباء والتشتت في فرنسا، وإيطاليا، وإنجلترا، وهولندا، والدول الاسكندنافية، وأجزاء مما يشكل اليوم شمال غرب ألمانيا، وإلى غيرها من المجتمعات المتواجدة في أوروبا المسيحية، وكذلك إلى تلك التي في الامبراطورية العثمانية، إلى المغرب العربي في شمال إفريقيا وبأعداد ضئيلة إلى مناطق أخرى في الشرق الأوسط، وفي النهاية إلى الأمريكيتين في أوائل القرن السابع عشر.
في أوروبا الشمالية والمسيحية خلال تلك الفترة، نشأت منافسة مالية بين سلطة البابا في روما والدول والإمبراطوريات الناشئة. ذلك الأمر، متزامنًا مع الانشقاق العظيم (انقسام الجماعة الدينية المسيحية إلى الكنيسة الرومية الكاثوليكية والكنيسة الشرقية الأرثوذكسية)، والحملات الصليبية الدينية المتّقدة المتكررة، ومحاكم التفتيش الكنسية، ولاحقًا الإصلاح البروتستانتي والحروب بين المسيحيين أنفسهم، سببت فترات متكررة وحوداث اضطهاد للأقلية اليهودية «الأشكناز» التي تعني في العبرانية الحديثة «اليهود الجرمانيين» وشملت في العبرانية القديمة المناطق التي هي الآن شمال فرنسا، وألمانيا وسويسرا – بدأت حشود من اليهود في التحرك شرقًا. وهناك، رحب بهم ملك بولندا، وبفضل ليتوانيا أيضًا، ازدهروا نسبيًا حتى نهاية القرن الثامن عشر. في أوروبا الغربية، اختلفت ظروف اليهود بين المجتمعات المحلية في مختلف البلدان وعلى مر الزمن، وذلك تبعًا للظروف. مع وجود عمليات الدفع والجذب، ازدادت هجرة الأشكناز إلى الأميركيتين في أوائل القرن الثامن عشر مع اليهود الأشكناز الناطقين باللغة الألمانية، وانتهت بموجة كبيرة بين عام 1880 وأوائل القرن العشرين مع الأشكناز الناطقين باليديشية، وذلك مع تدهور الأوضاع في الشرق في ظل فشل الإمبراطورية الروسية. بعد المحرقة اليهودية (الهولوكوست) التي أسفرت عن مقتل أكثر من ستة ملايين يهوديًا عاشوا في أوروبا، أصبحت أمريكا الشمالية المكان الذي يعيش فيه غالبية اليهود.